# Saint-Germain-Laval (Sekwana i Marna)
Saint-Germain-Laval – miejscowość i gmina we Francji, w regionie Île-de-France, w departamencie Sekwana i Marna. Przez miejscowość przepływa Sekwana. 
Według danych na rok 1990 gminę zamieszkiwały 2362 osoby, a gęstość zaludnienia wynosiła 267 osób/km² (wśród 1287 gmin regionu Île-de-France Saint-Germain-Laval plasuje się na 449. miejscu pod względem liczby ludności, natomiast pod względem powierzchni na miejscu 434.).